# Anethum foeniculoides
Anethum foeniculoides là một loài thực vật có hoa trong họ Hoa tán. Loài này được Maire & Wilczek mô tả khoa học đầu tiên năm 1936.